# Paul Manning
Paul Christian Manning MBE (nascido em 6 de novembro de 1974) é um ex-ciclista profissional britânico que era membro da equipe belga de categoria UCI Continental, Landbouwkrediet-Tönissteiner em 2007 e 2008. É especialista em competições de pista, especialmente em perseguição por equipes. Ganhador de três medalhas dos Jogos Olímpicos, também tem proclamado três vezes campeão do mundo na perseguição por equipes. Profissionalizou-se em 2006.
Manning também competiu no ciclismo de estrada, conquistando algumas vitórias de etapa.